# Kumudu (inslagkrater)
Kumudu is een inslagkrater op de planeet Venus. Kumudu werd in 1997 genoemd naar Kumudu, een Singalese meisjesnaam.
De krater heeft een diameter van 4,4 kilometer en bevindt zich in het quadrangle Atalanta Planitia (V-4).